# Mannar Youssef
Pour les articles homonymes, voir Youssef.
Mannar Youssef (née le 4 novembre 1993) est une joueuse égyptienne de basket-ball, au poste d'ailière. Elle est membre de l'équipe d'Égypte de basket-ball féminin et a participé au championnat d’Afrique de basket-ball féminin 2017.

## Palmarès
- Médaille d'argent du Championnat d'Afrique de basket-ball féminin des 16 ans et moins en 2009